# Zraz (Vtáčnik)
Zraz (1233,5 m n. m.) je vrchol v pohoří Vtáčnik.  Nachází se mimo hlavního hřebene v centrální, nejvyšší části pohoří a tvoří západní rozsochu masivu Vtáčnika. 

## Přístup
- po  modré značce
  - z Bystričian
  - z Vtáčnika